# Toshiyuki Abe
Toshiyuki Abe (født 1. august 1974) er en tidligere japansk fodboldspiller.
Han har spillet for flere forskellige klubber i sin karriere, herunder Kashima Antlers, Urawa Reds og Vegalta Sendai.